# Jenfeld
Jenfeld è un quartiere della città tedesca di Amburgo. È compreso nel distretto di Wandsbek.